# Гендер Зед
Гендер Зед (англ. Gender Zed, раніше — Gender Z) — запорізький благодійний фонд, що займається питаннями сексуальної орієнтації та гендерної ідентичності, гендерної рівності та роботи з ЛГБТ-спільнотою. Фонд організовує правозахисні заходи, кампанії, тренінги, а також веде освітню діяльність через соціальні мережі. У 2020 році Гендер Зед долучився до організації першого запорізького ЛГБТ-прайду.

## Історія

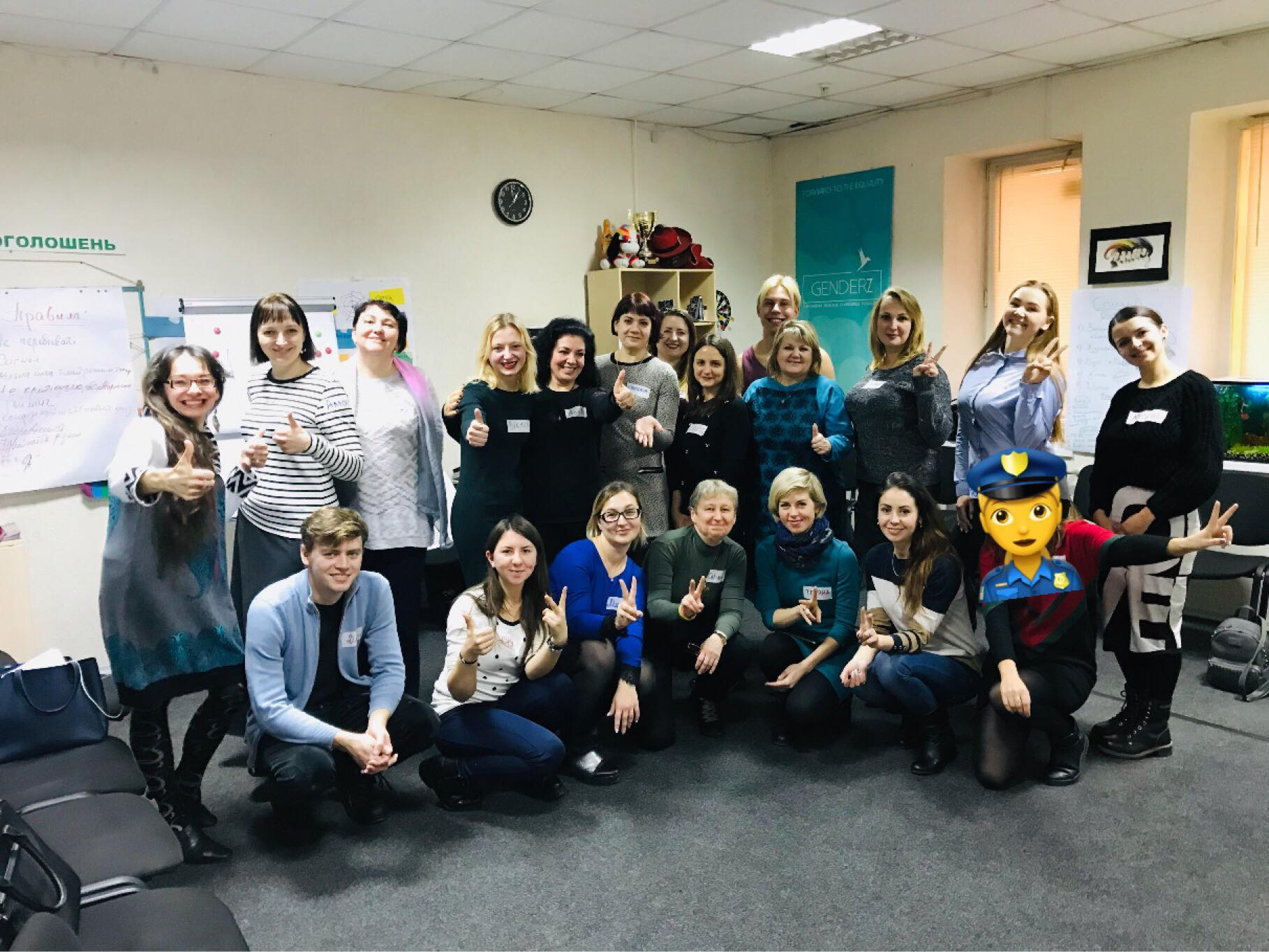
Тренінг для журналістів

### Становлення та основна діяльність організації
У 2009 році група запорізьких активістів створила ініціативну групу, яка займалася питаннями ЛГБТ-спільноти. У 2011 році був офіційно зареєстрований фонд «Гендер Зед». Організація почала проводити тренінги на тему прав людини для різних професійних груп, зокрема, лікарів, соціальних працівників, вчителів, психологів.
У 2012 році на базі Гендер Зед було відкрито ком'юніті-центр для ЛГБТ-спільноти Запоріжжя та області, який працює і дотепер. У фонді заявляють, що ком'юніті-центр є безпечним місцем для місцевої ЛГБТ-спільноти та надає можливість для активізму та волонтерства.
У 2020 році Гендер Зед разом з іншими правозахисними організаціями взяв участь у розробці всеукраїнської інформаційної кампанії «Різні. Рівні». У рамках проєкту фонд долучився до створення пісні «Маніфест Толерантності» за участі Аліни Паш, Сергія Бабкіна, Constantine, YUKO, Latexfauna, гурту O та KRUTь. Разом із трьома дизайнерками LITKOVSKAYA, BEVZA та KSENIASCHNAIDER було запущено першу в світі Колекцію Рівності. Також з допомогою Гендер Зед з'явився інтерактивний онлайн-музей прийняття батьками своїх ЛГБТ-рідних, у якому взяла участь і запорізька родина.
Гендер Зед організував інформаційні кампанії, направлені на боротьбу з гомофобією та трансфобією, а також гендерною нерівністю. Серед них можна виділити кампанію «Дружня пігулка», «А ти що, правда, гомофоб?», «Любов переможе ненависть», «Стереотипи пригнічують».

### ЗапоріжжяПрайд

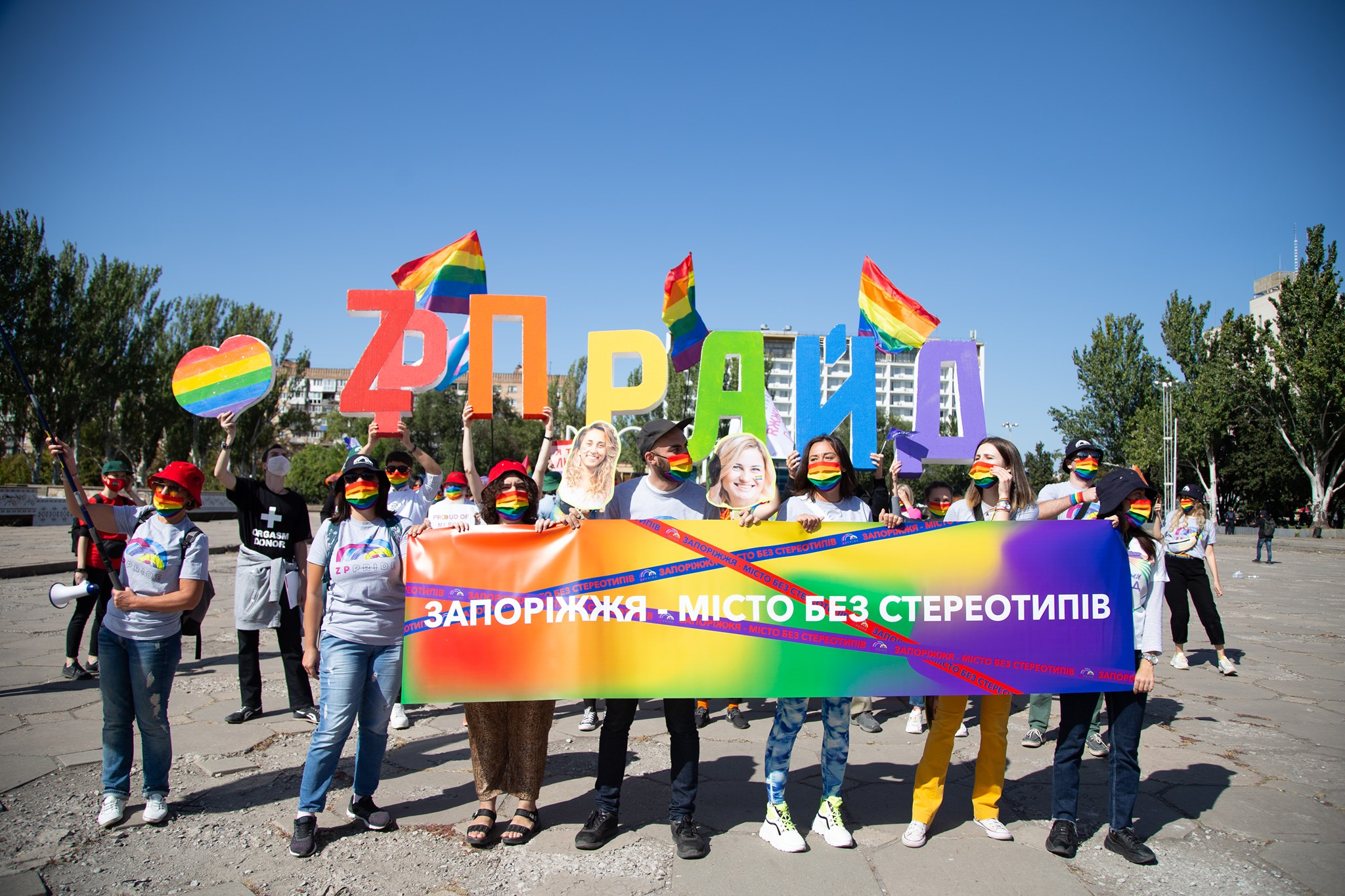
ЗапоріжжяПрайд-2020

У 2020 році Гендер Зед став співорганізатором правозахисної акції за права ЛГБТ-людей. Анонсований ще в грудні 2019 року захід проходив із дотриманням соціального дистанціювання. Станом на день проведення маршу Запоріжжя перебувало у жовтій карантинній зоні. Оргкомітет забезпечив учасників заходу всіх масками та температурним скринінгом. За дотриманням правил під час Прайду слідкували волонтери безпеки. Під час підготовки до Прайду велася активна комунікація із поліцією.

### Діяльність фонду після 24 лютого 2022 року
З початком повномасштабного вторгнення в Гендер Зед зосередилися на допомозі ЛГБТ-людям, які залишилися в Україні і постраждали від воєнних дій, включаючи фінансову підтримку, допомогу продуктовими та гігієнічними наборами, інформаційний та кризовий психологічний супровід.

## Інциденти
У 2017 році після запорізької акції «Веселковий флешмоб» на учасників флешмобу скоїли напад. Невідомі почали ображати активістів, після чого пустили в хід кулаки. Двох активістів побили. Злочин на ґрунті гомофобії не був розслідуваний належним чином.
У 2018 році під час аналогічної акції невідомий кинув в учасників та учасниць заходу невідомий предмет. Один з працівників поліції отримав травму стегна, а журналіст, що працював на акції, тимчасово втратив слух та отримав садно на руці. Правоохоронці затримали чоловіка, який тікав після вибуху. Засуджений отримав покарання у вигляді штрафу в розмірі 17 тисяч гривень. Також він сплатив витрати на проведення експертиз.
У вересні 2020 року керівниця запорізької дитячої клінічної лікарні № 1 Валентина Ліхачова заявила про своє вороже ставлення до ЛГБТ. Після цього фонд Гендер Зед направив звернення до Департаменту охорони здоров'я Запорізької міської ради, у Міністерство охорони здоров'я, а також Уповноваженій Верховної Ради України з прав людини з проханням розібратися у ситуації та дати належну оцінку висловлюванням. В підсумку стало відомо, що лікарка пройшла службову перевірку у зв'язку з гомофобними висловлюваннями.
У лютому 2020 року невідомі увірвались до готелю «Поділля» та напали на учасників тренінгу від Гендер Зед. Внаслідок погроз, а також того, що нападники облили залу готелю та учасників та учасниць олією та засипали пір'ям, тренінг з питань сексуальної орієнтації та гендерної ідентичності для журналістів та журналісток було зірвано. Майже одразу відповідальність за скоєне взяли на себе представники громадської організації «Едельвейс-Вінниця», а саме її голова Роман Костишин, який й опублікував зняте нападниками відео.